# Georges Liron
Pour les articles homonymes, voir Liron.
Georges Liron, né le 20 décembre 1925 à Metz et mort le 24 février 1984 à Les Abymes (Guadeloupe), est un directeur de la photographie français.

## Biographie
Georges Liron est passionné par la photographie qu'il pratique en amateur pendant la période de l'occupation allemande en France. Il signe un engagement dans l'armée de l'Air et obtient son brevet de photographe militaire à Chambéry. Il part pour l'Indochine comme sergent de l'armée de l'Air avec la 3e escadre de chasse en 1948. Il revient à la photographie lorsqu'il est affecté au Service presse information pendant la Guerre d'Indochinede 1951 à 1954. Il est gravement blessé au cours d'une opération, le 10 septembre 1951, lorsqu'une mine explose sous le bâtiment de la Marine qui le transporte et subit une amputation à la jambe. Le général de Lattre de Tassigny lui remet la Médaille militaire et la Croix de guerre. Il poursuit son activité en 1955 à la section Allemagne du Service cinématographique des armées, implantée à Baden Baden puis, en 1956,  à la section Tunisie à Bizerte. Georges Liron travaille ensuite comme assistant opérateur, cadreur et directeur de la photographie avec des réalisateurs qui ont fait leurs premières armes comme lui en Indochine (Raoul Coutard, Pierre Schoendoerffer) et avec des cinéastes de la Nouvelle Vague. 

## Filmographie
Assistant opérateur
- 1962 : La Poupée de Jacques Baratier
- 1963 : Vacances portugaises de Pierre Kast
- 1964 : La difficulté d'être infidèle de Bernard Toublanc-Michel
- 1976 : Le Bon et les Méchants de Claude Lelouch

Cadreur
- 1964 : Bande à part de Jean-Luc Godard
  - Une femme mariée de Jean-Luc Godard
- 1965 : Pierrot le fou de Jean-Luc Godard
  - La 317e section de Pierre Schoendoerffer
- 1966 : Made in USA de Jean-Luc Godard
- 1967 : La Chinoise de Jean-Luc Godard
  - L'Horizon de Jacques Rouffio
- 1969 : Z de Costa-Gavras
- 1970 : L'Aveu de Costa-Gavras
- 1971 : Les Aveux les plus doux d’Édouard Molinaro
- 1972 : Le Trèfle à cinq feuilles de Edmond Freess
  - Le Gang des otages d’Édouard Molinaro
- 1973 : L'Emmerdeur d’Édouard Molinaro
- 1977 : Le Crabe-tambour de Pierre Schoendoerffer

Directeur de la photographie
- 1970 : Hoa-Binh de Raoul Coutard
- 1980 : La légion saute sur Kolwezi de Raoul Coutard
- 1983 : S.A.S. à San Salvador de Raoul Coutard

## Publications
Liste non exhaustive
- Guerre morte …il y avait une guerre d’Indochine, de Jean-Pierre Dannaud. Illustrations photographiques de Michel Aubin, Edouard Axelrad, Werner Bischof, Marcel Bourlette, Robert Bouvet, Daniel Camus, Raymond Cauchetier, Paul Corcuff, Raoul Coutard, Guy Defive, Dervoust, Yves Fayet, Pierre Ferrari, Ernst Haas, Jacques Jahan, Francis Jauréguy, Fernand Jentile, Georges Liron, René Martinoff, Missions étrangères, Nguyen Manh Danh, Jacques Oxenaar, Jean-Marie Pelou, Jean Péraud, Jean Petit, S.I.V.N., Raymond Varoqui. Supplément à la revue Indochine Sud-Est Asiatique, Imp. Georges Lang, Paris, 1954. La Pensée Moderne, 1973